# ロンガーレ
ロンガーレ（伊: Longare）は、イタリア共和国ヴェネト州ヴィチェンツァ県にある、人口約5,600人の基礎自治体（コムーネ）。

## 地理

### 位置・広がり

#### 隣接コムーネ
隣接するコムーネは以下の通り。
- アルクニャーノ
- カステニェーロ
- グルーモロ・デッレ・アッバデッセ
- モンテガルダ
- モンテガルデッラ
- トッリ・ディ・クアルテゾーロ
- ヴィチェンツァ

### 気候分類・地震分類
気候分類では、zona E, 2316 GGに分類される。
また、イタリアの地震リスク階級 (it) では、zona 3 (sismicità bassa) に分類される。